# سیران باغداساریان
سیران باغداساریان (ارمنی: Սեյրան Բաղդասարյան؛ زادهٔ ۱ ژانویهٔ ۱۹۵۹) یک  سیاستمدار اهل ارمنستان است که از تاریخ ۱۹۹۰ تا تاریخ ۱۹۹۵ سمت نمایندگی دوره اول شورای عالی جمهوری ارمنستان را برعهده داشت.

## زندگی‌نامه
در ۱ ژانویهٔ ۱۹۵۹ در ارمنستان به دنیا آمد . 